# 27-й Берлинский международный кинофестиваль
27-й Берлинский международный кинофестиваль прошёл с 24 июня по 5 июля 1977 года в Западном Берлине.

## Жюри
- Зента Бергер (председатель жюри)
- Эллен Бёрстин
- Элен Вагер
- Райнер Вернер Фассбиндер
- Дерек Малкольм
- Андрей Кончаловский
- Усман Сембен
- Умберто Солас
- Басилио Мартин Патино

## Конкурсная программа
- Пятая печать, режиссёр Золтан Фабри
- Между строк, режиссёр Джоан Миклин Сильвер
- Чёрная стая, режиссёр Мануэль Гутьеррес Арагон
- Циклоп, режиссёр Христо Христов
- День для моей любви, режиссёр Юрай Герц
- Завоевание цитадели, режиссёр Бернхард Викки
- Изгнание из рая, режиссёр Никлаус Шиллинг
- Вечеринка у Дона, режиссёр Брюс Бересфорд
- Отшельник, режиссёр Хуан Эстерлих
- Грете Минде, режиссёр Хайди Жене
- Воспоминание о курорте, режиссёр Пал Шандор
- Позднее шоу, режиссёр Роберт Бентон
- Вероятно, дьявол, режиссёр Робер Брессон
- Каменщики, режиссёр Хорхе Фонс
- Мама, я жив, режиссёр Конрад Вольф
- Мужчина, который любил женщин, режиссёр Франсуа Трюффо
- Торговцы грёзами, режиссёр Питер Богданович
- У поросят есть крылья, режиссёр Паоло Пьетранджели
- Сентиментальный роман, режиссёр Игорь Масленников
- Лавка чудес, режиссёр Нелсон Перейра дос Сантос
- Восхождение, режиссёр Лариса Шепитько
- Вдовство Каролины Заслер, режиссёр Матьяж Клопчич

## Награды
- Золотой медведь:
  - Восхождение, режиссёр Лариса Шепитько
- Золотой Медведь за лучший короткометражный фильм:
  - Нездешний ... ранее проживал на Майнцерландштрассе
- Серебряный Медведь:
  - Каменщики
  - Воспоминание о курорте
- Серебряный Медведь за лучшую мужскую роль:
  - Фернандо Фернан Гомес — Отшельник
- Серебряный Медведь за лучшую женскую роль:
  - Лили Томлин — Позднее шоу
- Серебряный Медведь за лучшую режиссёрскую работу:
  - Мануэль Гутьеррес Арагон — Чёрная стая
- Серебряный Медведь - специальный приз за лучший короткометражный фильм:
  - Этюд об испытании
  - Феникс
- Серебряный Медведь - специальный приз жюри
  - Возможно, дьявол
- Приз международной ассоциации кинокритиков (ФИПРЕССИ):
- Приз ФИПРЕССИ (конкурсная программа):
  - Восхождение
- Приз ФИПРЕССИ (программа «Форум»):
  - Благоухающий кошмар
- Приз международного евангелического жюри:
- Приз международного евангелического жюри (конкурсная программа):
  - Возможно, дьявол
- Приз международного евангелического жюри (программа «Форум»):
  - Я, Пьер Ривье, и у меня есть мама, сестра и папа
  - Седдо
- Приз имени Отто Дибелиуса международного евангелического жюри
  - Между строк
- Гран-при международного евангелического жюри:
  - Отец-хозяин
- Приз международного евангелического жюри - рекомендация:
- Приз международного евангелического жюри - рекомендация (конкурсная программа):
  - Воспоминание о курорте
  - Нездешний ... ранее проживал на Майнцерландштрассе
- Приз международного евангелического жюри - рекомендация (программа «Форум»):
  - Благоухающий кошмар
  - Umu
- Приз международного евангелического жюри - особое упоминание:
- Приз международного евангелического жюри - особое упоминание (конкурсная программа):
  - Мама, я жив
  - Восхождение
  - Циклоп
- Приз международного евангелического жюри - особое упоминание (программа «Форум»):
  - Девочка в Виттштокке
  - Я прошу слово
- Приз Международной Католической организации в области кино (OCIC):
- Приз Международной Католической организации в области кино (конкурсная программа):
  - Восхождение
- Приз Международной Католической организации в области кино (программа «Форум»):
  - Отоспимся на том свете Меда Хондо
- Приз Международной Католической организации в области кино - рекомендация:
- Приз Международной Католической организации в области кино - рекомендация (конкурсная программа):
  - День для моей любви
  - Воспоминание о курорте
  - Возможно, дьявол
  - Нездешний ... ранее проживал на Майнцерландштрассе
- Приз Международной Католической организации в области кино - рекомендация (программа «Форум»):
  - Девять месяцев
  - Благоухающий кошмар
- Награда C.I.D.A.L.C.
  - Воспоминание о курорте
- Награда C.I.D.A.L.C. - особая рекомендация:
  - Вдовство Каролины Заслер
- Приз газеты Berliner Morgenpost:
  - Между строк